# ヴィクター・J・ゾルフォ
ヴィクター・J・ゾルフォ（Victor J. Zolfo）は、1980年代より映画業界で活動するセットデコレーターである。2008年の映画『ベンジャミン・バトン 数奇な人生』でプロダクションデザイナーのドナルド・グラハム・バートと共にアカデミー美術賞と英国アカデミー賞美術賞を受賞した。また美術監督組合賞も受賞した。

## フィルモグラフィ
- ウーマン・イン・ニューヨーク Forever, Lulu (1987)
- GODZILLA Godzilla (1998)
- 13F The Thirteenth Floor (1999)
- ミステリー・メン Mystery Men (1999)
- パトリオット The Patriot (2000)
- タイムマシン The Time Machine (2002)
- デアデビル Daredevil (2003)
- デイ・アフター・トゥモロー The Day After Tomorrow (2004)
- Mr.&Mrs. スミス Mr. & Mrs. Smith (2005)
- ゾディアック Zodiac (2007)
- イエスマン “YES”は人生のパスワード Yes Man (2008)
- ベンジャミン・バトン 数奇な人生 The Curious Case of Benjamin Button (2008)
- ターミネーター4 Terminator Salvation (2009)
- ソーシャル・ネットワーク The Social Network (2010)
- リアル・スティール Real Steel (2011)
- アベンジャーズ The Avengers (2012)